# Куглер (лунный кратер)
Кратер Куглер (лат. Kugler) — большой древний ударный кратер в южном полушарии обратной стороны Луны. Название присвоено в честь немецкого химика, математика и ассириолога Франца Ксавьера Куглера (1862—1929)  и утверждено Международным астрономическим союзом в 1970 г. Образование кратера относится к донектарскому периоду. 

## Описание кратера
Ближайшими соседями кратера Куглер являются кратер Джинс на западе; кратер Анучин на севере; кратер Лебедев на севере-северо-востоке; кратер Кассегрен на востоке-северо-востоке; кратер Пристли на юго-востоке и кратер Чемберлин на юго-западе. Селенографические координаты центра кратера 53°26′ ю. ш. 104°06′ в. д. / 53,44° ю. ш. 104,1° в. д., диаметр 65,9 км, глубина 2,7 км.
Кратер Куглер имеет полигональную форму с небольшим выступом в северо-западной части, западная часть кратера слегка перкрыта сателлитным кратером Куглер U (см. ниже). Вал сглажен и отмечен множеством мелких кратеров. Высота вала над окружающей местностью достигает 1250 м, объем кратера составляет приблизительно 3700 км³. Дно чаши затоплено базальтовой лавой и имеет низкое альбедо. Западная часть чаши приподнята по отношению к остальной поверхности чаши и отделена от неё складками образовавшимися при застывании лавы.

## Сателлитные кратеры
| Куглер | Координаты                                              | Диаметр, км |
| ------ | ------------------------------------------------------- | ----------- |
| N      | 55°47′ ю. ш. 103°04′ в. д. / 55,78° ю. ш. 103,06° в. д. | 42,7        |
| R      | 55°10′ ю. ш. 98°55′ в. д. / 55,16° ю. ш. 98,92° в. д.   | 13,0        |
| U      | 53°35′ ю. ш. 101°44′ в. д. / 53,59° ю. ш. 101,74° в. д. | 35,4        |

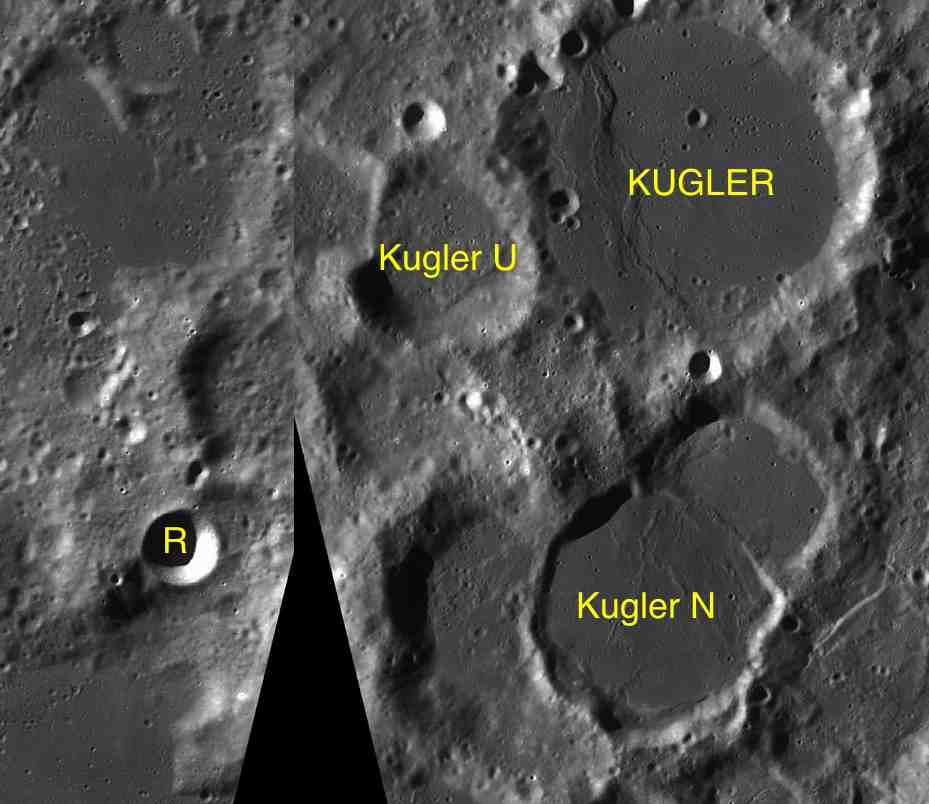
Фрагменты карт LAC-129, LAC-130.

- Образование сателлитного кратера Куглер N относится к нектарскому периоду[1].

## См.также
- Список кратеров на Луне
- Лунный кратер
- Морфологический каталог кратеров Луны
- Планетная номенклатура
- Селенография
- Минералогия Луны
- Геология Луны
- Поздняя тяжёлая бомбардировка